# Sagesse Babélé
Sagesse Babélé (sinh ngày 13 tháng 2 năm 1993) là một cầu thủ bóng đá người Congo hiện tại thi đấu ở vị trí tiền vệ.

## Danh hiệu
AC Léopards
Vô địch
- Giải bóng đá ngoại hạng Congo (2): 2012, 2013, 2014
- Cúp Liên đoàn bóng đá châu Phi: 2012

Á quân
- Siêu cúp CAF: 2013